# アンの定理
アンの定理（アンのていり、Anne's theorem）とは、四角形の面積に関する定理である。フランスの数学者ピエール=レオン・アン（Pierre-Léon Anne, 1806-1850）にちなんで命名された。

灰色と白の面積は等しい。

## 定理
平行四辺形でない四角形ABCDの対角線の中点をE,Fとし、LをABCDの内部の任意の点とする。 LはABCDの辺を一つずつ持つ4つの三角形を形成する。 対向する三角形の面積の2つの合計が等しい（△BCL+△DAL=△LAB+△DLC）ならば、点Lはニュートン線上に位置する。
平行四辺形の場合、対角線の中点が対角線の交点と一致するので、ニュートン線は存在しない。ただし、平行四辺形の任意の内部の点において、面積の同一性が成り立つ。
アンの定理の逆も成り立つ。つまり、四角形のニュートン線上の任意の点について、面積の同一性が成立する。